# Бошри Сен Мартен
Бошри Сен Мартен (фр. Beauchery-Saint-Martin) је насељено место у Француској у региону Париски регион, у департману Сена и Марна.
По подацима из 2011. године у општини је живело 411 становника, а густина насељености је износила 14,7 становника/km².

## Демографија
| 1962. | 1968. | 1975. | 1982. | 1990. | 2011. |
| ----- | ----- | ----- | ----- | ----- | ----- |
| 410   | 362   | 288   | 305   | 355   | 411   |